# Фундація Олени Зеленської
Фундація Олени Зеленської — український благодійний фонд, заснований першою леді України Оленою Зеленською 22 вересня 2022 року.

## Історія

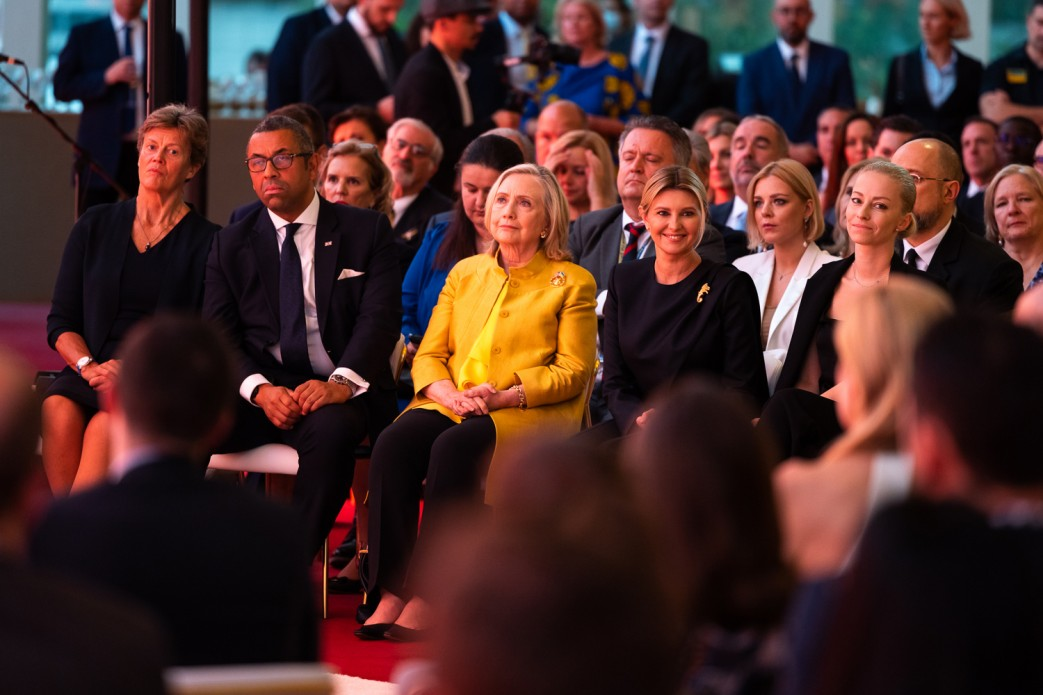
Презентація фундації

Презентація відбулася на благодійному вечорі у Нью-Йорку. На заході були присутні колишня Державна секретарка США Гілларі Родем Клінтон, міністр МЗС Британії Джеймс Клеверлі, директор Metropolitan Opera Пітер Гелб, американський телеведучий та актор Джиммі Феллон, актор Метт Деймон, акторка Брук Шилдс, дипломати й бізнесмени. Виступили українські співаки, ведучим був Андрій Бєдняков. В онлайн-форматі з Києва приєднався Президент України Володимир Зеленський.

## Опис
Заявленою метою фундації є відновлення людського капіталу України, відбудова медичних закладів та закладів освіти. Напрямками роботи є медицина, освіта і гуманітарна допомога. Фундація співпрацює з бізнесами, агенціями та фондами, які хочуть інвестувати в відновлення людського капіталу України.

## Партнери
- Компанія Microsoft[7].

## Благодійники

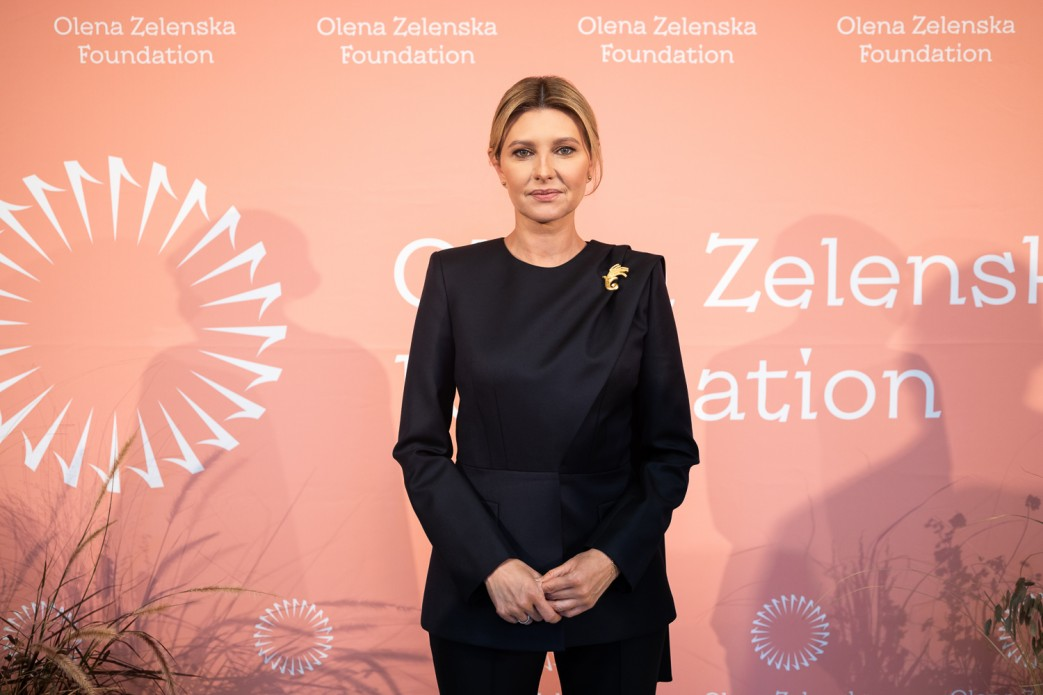
Зеленська на презентації

- Мішель Хазанавічус, французький кінорежисер, лауреат премії «Оскар», на початку січня 2023 року зробив внесок до фундацію у 125 тисяч євро, кошти мали передати на відбудову Ізюмської міської лікарні, пошкоджену та розграбовану російськими загарбниками[8].
- Максим Бровченко, талановитий 11-річний хлопчик з розладом аутистичного спектра з Бердянська, передав фундації свою картину «Наші Янголи-охоронці ЗСУ». Робота стала лотом на аукціоні в Лондоні в рамках презентації фундації[9].
- Ліхтенштейн — внесок у розмірі 250 тис. швейцарських франків (10 млн грн)[10]

## Діяльність
- У Лондоні розпочато збір коштів на відновлення лікарні в Ізюмі[11].
- У межах ініціативи Глобальної бізнес-коаліції для освіти (GBC-Education) та проекту «Цифровий актив для України» компаній HP та Microsoft за сприяння фундації вчителям Луганської та Чернігівської областей передано 3 тис. ноутбуків[12], 3,8 тис. ноутбуків передано київським вчителям[13].
- Фундація передала гуманітарну допомогу 10 дитячим будинкам сімейного типу (ДБСТ) на Одещині, у яких проживає майже 100 дітей[14][15].
- Підтримка проєкту «Залізний Миколай»[16].
- Запуск проєкту "Адреса дитинства" з будівництва першого житла постраждалим від війни дитячим будинкам сімейного типу[17].